# Tillandsia 'Selerepton'
Tillandsia 'Selerepton' es un  cultivar híbrido del género Tillandsia perteneciente a la familia  Bromeliaceae.
Es un híbrido creado en el año 1983  con las especies Tillandsia seleriana × Tillandsia streptophylla.